# Amphicnaeia flavescens
Amphicnaeia flavescens là một loài bọ cánh cứng trong họ Cerambycidae.